# William Nicholson (scheikundige)

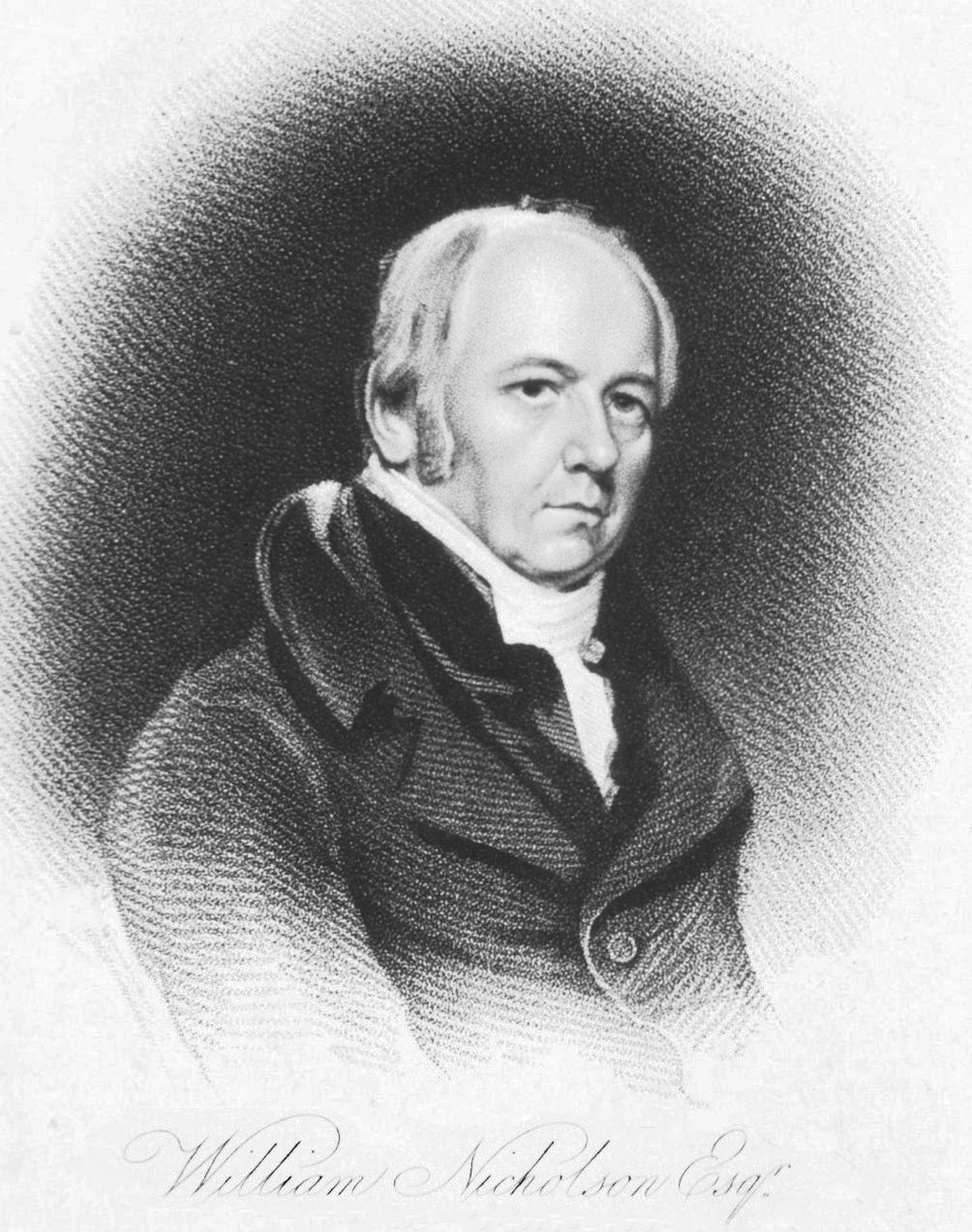
William Nicholson

William Nicholson (Londen, 13 december 1753 – Bloomsbury, 21 mei 1815) was een gerenommeerd Engels scheikundige en schrijver van natuurfilosofie en scheikunde alsmede vertaler, journalist, uitgever, wetenschapper en uitvinder.

## Biografie
Na een opleiding aan een school in North Yorkshire maakte Nicholson, 16 jaar oud, twee reizen als cadet in dienst van de Britse Oost-Indische Compagnie. Tevens verbleef hij een aantal jaren in India. In 1775 keerde hij terug naar Europa waar hij bevriend raakt met Josiah Wedgwood. Hij verhuisde naar Amsterdam waar hij zijn brood verdiende als vertegenwoordiger in de verkoop van aardewerk.
Toen hij terugkeerde naar Engeland werd hij door Thomas Holcroft overgehaald om zijn schrijverstalent te gebruiken en Holcroft te assisteren bij enkele van zijn boeken. In de tussentijd richtte hij zich op de voorbereiding van An Introduction to Natural Philosophy, die in 1781 werd gepubliceerd en meteen succesvol was. Een vertaling van Voltaire's Elements of the Newtonian Philosophy volgde weldra, waarna hij zich volledig richtte op de wetenschap en filosofische journalistiek. In 1784 werd hij benoemd tot secretaris van de General Chamber of Manufacturers van Groot-Brittannië en was hij verbonden aan de Society for the Encouragement of Naval Architecture, opgericht in 1791. Naast auteur en vertaler was Nicholson ook uitvinder. Zo vond hij een areometer uit, een meetinstrument voor het bepalen van de dichtheid van vloeistoffen.
In 1797 begon hij met de publicatie van de Journal of Natural Philosophy, Chemistry and the Arts, beter bekend als Nicholson's Journal, het eerste tijdschrift op dit gebied in Groot-Brittannië. Het tijdschrift bevatte korte verhalen over recente wetenschappelijke onderwerpen van bekende maar vooral van onbekende wetenschappers en verslagen van de Royal Society bijeenkomsten. De publicatie ging door tot 1814. In 1799 richtte hij een school op in Londen's Soho Square, waar hij les gaf in natuurfilosofie en scheikunde.
Samen met Anthony Carlisle ontdekte hij in 1800 het elektrolyseproces, door met behulp van een zuil van Volta water te ontleden. Na de publicatie van Volta's brief aan de Royal Society begonnen ze Volta's onderzoek te herhalen om de oorsprong van zijn elektriciteit te achterhalen. Bij toeval zagen ze dat wanneer er een elektrische stroom uit de zuil door water werd geleid rond de draden gasbelletjes ontstonden, wat waterstof- en zuurstofgas bleek te zijn.
Dit resultaat leidde tot een nieuwe tak in de wetenschap: de elektrochemie. Binnen enkele jaren werden met behulp van elektrolyse diverse metalen geïsoleerd uit hun zoutverbindingen.
Gedurende de latere jaren van zijn leven was Nicholson kortstondig betrokken bij waterbouwkundige werken in Portsmouth, Gosport en in Southwark. William Nicholson overleed op 61-jarige leeftijd in Bloomsbury, Londen.